# Blue Origin NS-18
Blue Origin NS-18 var bemannade flygning av Blue Origins New Shepard. Farkosten sköts upp på en kastbanefärd från Corn Ranch i Texas, den 13 oktober 2021.
Skådespelaren William Shatner blev vid 90 års ålder den hittills äldsta personen i rymden.

## Besättning
| Turist | Audrey Powers   |
| Turist | Chris Boshuizen |
| Turist | Glen de Vries   |
| Turist | William Shatner |